# Kordkānlū
Kordkānlū (persiska: کردکانلو) är en ort i Iran.   Den ligger i provinsen Khorasan, i den nordöstra delen av landet, 700 km öster om huvudstaden Teheran. Kordkānlū ligger 1 582 meter över havet och antalet invånare är 224.
Terrängen runt Kordkānlū är huvudsakligen kuperad. Kordkānlū ligger nere i en dal. Runt Kordkānlū är det ganska glesbefolkat, med 38 invånare per kvadratkilometer. Närmaste större samhälle är Allayan, 2,2 km sydost om Kordkānlū. Trakten runt Kordkānlū består i huvudsak av gräsmarker.